# Calletaera digrammata
Calletaera digrammata là một loài bướm đêm trong họ Geometridae.